# 新厝下林宅
新厝下林宅，位于中华人民共和国浙江省泰顺县筱村镇，是浙江省省级文物保护单位之一。
2017年1月19日，新厝下林宅被列入第七批浙江省文物保护单位，该文物保护单位是一座古建筑。